# Jožef Štravs
Jožef Štravs, slovenski podobar, * 3. marec 1843, Cerkno, † 2. februar 1902, Cerkno.

## Življenje in delo
Po končani ljudski šoli v rojstnem kraju se je šel učit k podobarju Juriju Tavčarju v Idrijo, pri katerem je ostal več let tudi kot pomočnik. Leta 1875 je v Cerknem odprl lastno delavnico. Njegovo največje delo je glavni oltar podružnične cerkve Sv. Jerneja v Cerknem. V isti cerkvi je napravil še dva stranska oltarja. Na Cerkljanskem je postavil oltarje še v cerkvah Sv. Pavla nad zaselkom Straža, Sv. Ivana v Šebreljah, Sv. Katarine v Otaležu in Sv. Duha v Labinjah, ki je bilo njegovo zadnje delo. Dalj časa je bil zaposlen s podobarskim delom tudi v Mokronogu ter Škocjanu in Šentjerneju na Dolenjskem.